# Oranje Hein (1925)
Oranje Hein is een Nederlandse stomme film uit 1925 onder regie van Alex Benno. De film is gebaseerd op het gelijknamige toneelstuk van Herman Bouber.

## Verhaal
Oranje Hein heeft een lange tijd in Nederlands-Indië gewoond, maar keert terug naar zijn vaderland. Eenmaal aangekomen trouwt hij met Aal en vestigt zich met haar in de Jordaan. Hij pakt de draad op als schoenmaker en wordt door al de inwoners van de buurt beschreven als een levensgenieter. Zijn vrouw daarentegen staat bekend als iemand die te vaak moppert. Op de etage boven het koppel woont Thijs met zijn vrouw en kind. Omdat Thijs regelmatig dronken is, maken ze vaak ruzie.
Tegenover Thijs wonen zijn schoonouders en hun dochter Dien. Zij gaat vaak uit en blijft dan tot diep in de nacht weg. Dit zorgt voor veel irritatie bij de schoonouders. Op een nacht komt Thijs dronken thuis en vindt er een incident plaats waarbij alles uit de hand loopt. Als gevolg hiervan vlucht Dien naar Rotterdam. Bij Thijs gaat alles naar de lommerd. Als zijn dochter hem tegen probeert te houden, wordt ze onmiddellijk op straat gezet. Ant besluit hem te verlaten en wordt met open armen ontvangen door haar ouders.
Ze neemt de beslissing van hem te scheiden en krijgt een baan als werkster. Op een dag maakt ze bij het lappen een ernstige val. Ze wordt met spoed naar het ziekenhuis gebracht. Hein zoekt Thijs op om hem te vertellen wat er is gebeurd. Thijs voelt zich schuldig en probeert vanaf dan zijn leven te beteren. Hij stopt met veel moeite met drinken. Drie weken later is ze hersteld van het incident en realiseert ze zich dat haar man zijn leven heeft gebeterd. Een blijde hereniging volgt, waarbij ook Dien terugkeert naar huis.

## Rolbezetting
| Acteur                  | Personage                         |
| ----------------------- | --------------------------------- |
| Johan Elsensohn         | Hein de Klopper alias Oranje Hein |
| Aaf Bouber              | Aal, vrouw van Hein               |
| Maurits de Vries        | Thijs                             |
| Vera van Haeften        | Ant, vrouw van Thijs              |
| Marie van Westerhoven   | Moeder van Ant                    |
| August van den Hoeck    | Vader van Ant                     |
| Heintje Davids          | Naatje Visch                      |
| Pauline Hervé           |                                   |
| Riek Kloppenburg        |                                   |
| Marie Schafstad         |                                   |
| Elize le Maire          |                                   |
| Jetty Kremer            |                                   |
| Anton Gerlach           |                                   |
| Piet Fuchs              |                                   |
| Harry Boda              |                                   |
| Herman Bouber           |                                   |
| Beppie de Vries         |                                   |
| Louis Davids            |                                   |
| Emmy Vermeulen-Bonefang |                                   |
| Nola Hatterman          |                                   |

## Achtergrond
In 1924 hoopte Alex Benno succes te boeken met Mooi Juultje van Volendam, maar de film werd een flop. Hij zocht naar een film die succes zou verzekeren en richtte zich daarom op de verfilming van een toneelstuk van Herman Bouber; Oranje Hein. Omdat zijn vorige film weinig geld opbracht, waren de bioscoopexploitanten minder gewillig deze film te financieren. De oorspronkelijke liedteksten uit het toneelstuk werden bij voorstellingen van de film gespeeld, waarbij het publiek luidkeels meezong.
In 1934 werd de film opnieuw uitgebracht onder de titel Herwonnen Geluk. De film werd door de Nationale Christen Geheel Onthouders Vereniging met 700 meter ingekort. De film kon voorheen voor '14 jaar en ouder', maar was vanaf toen geschikt bevonden voor alle leeftijden. In 1936 kwam er een gelijknamige remake. Toen de Tweede Wereldoorlog was uitgebroken, werd de film verboden.